# Dargezin

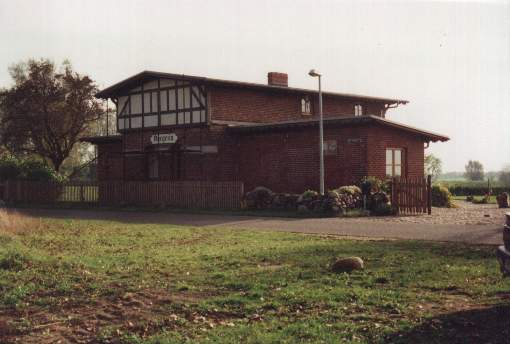
Kleinbahnhof Dargezin

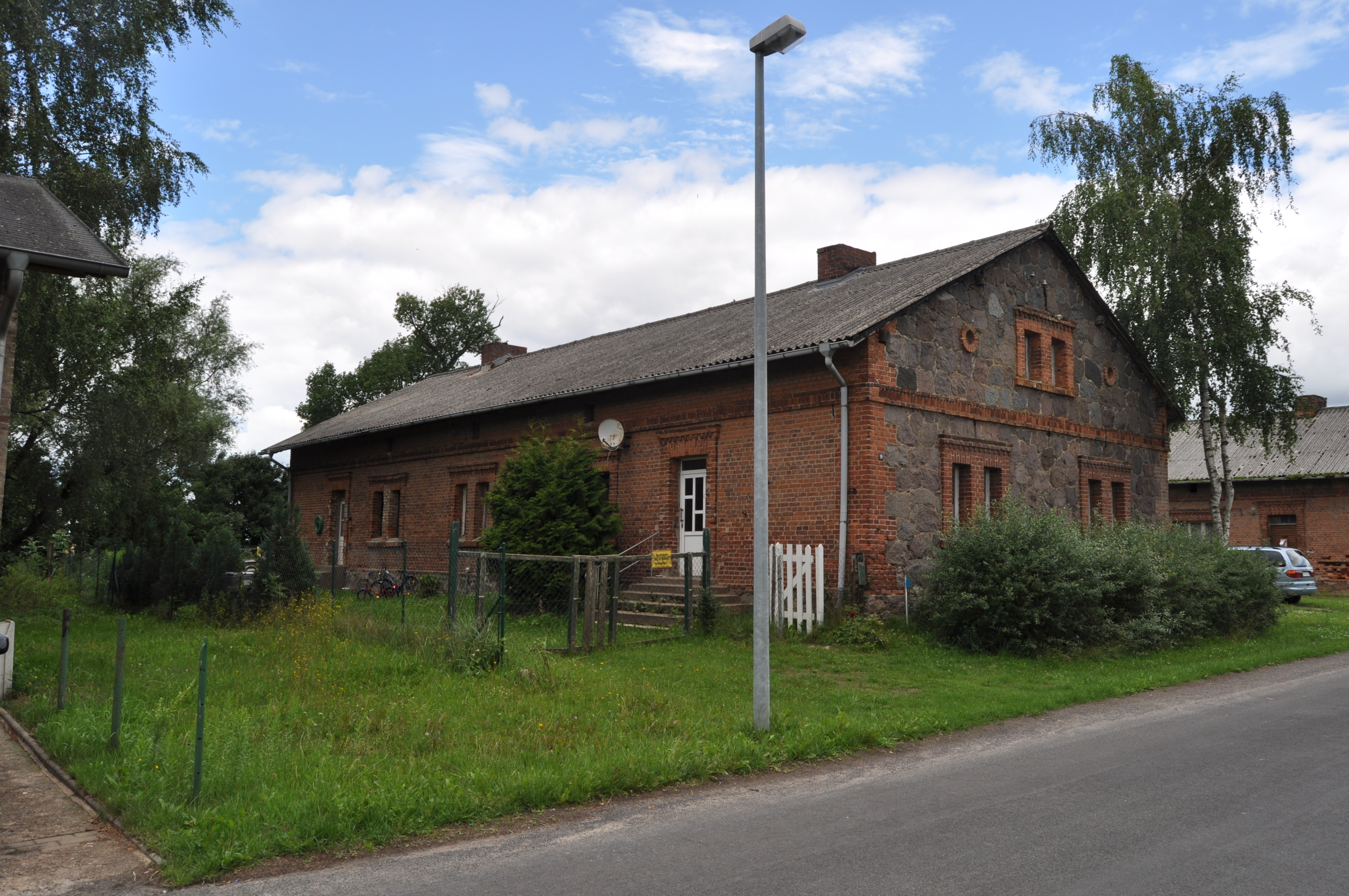
Landarbeiterhäuser Dargezin

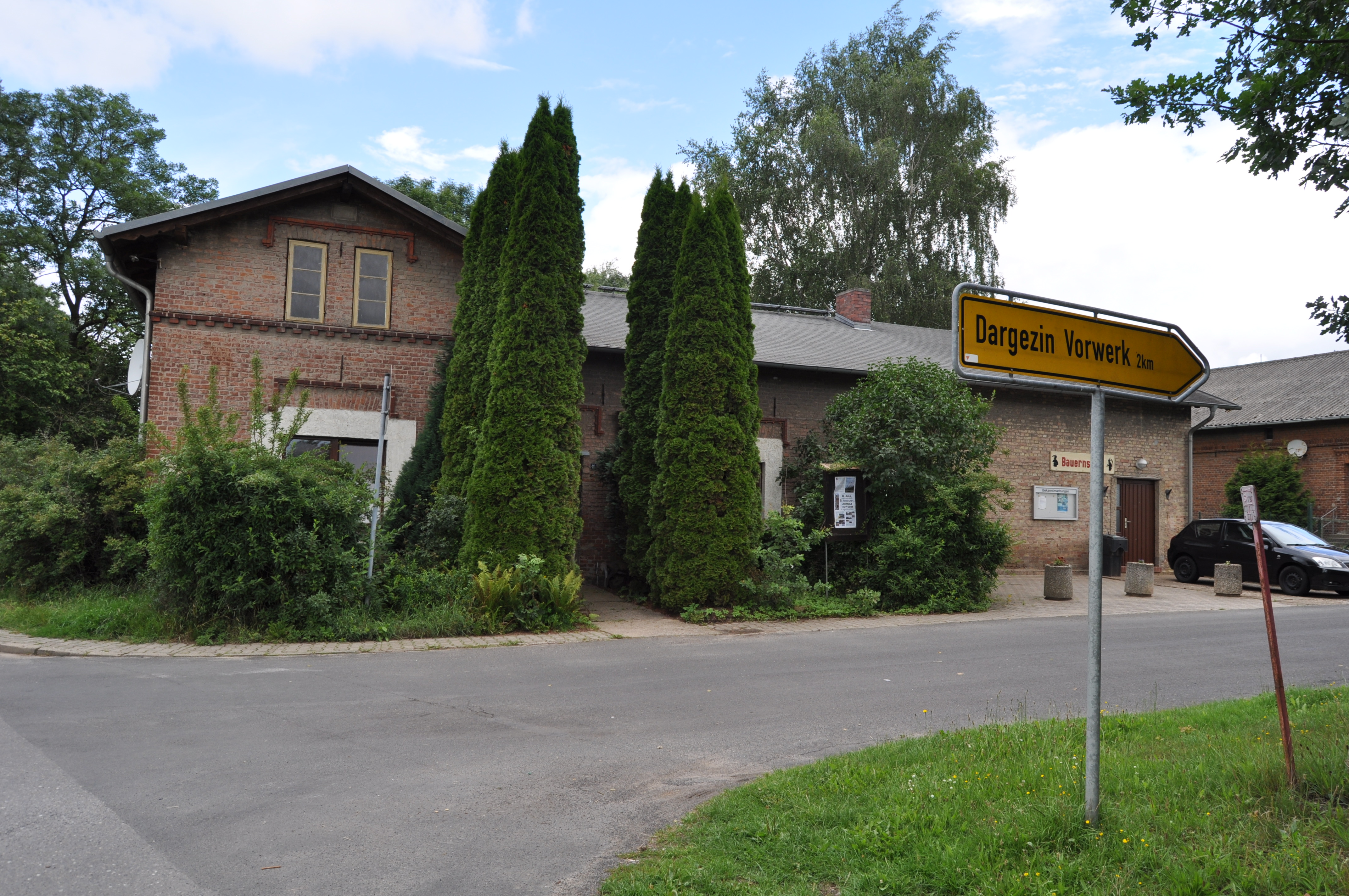
Dorfschule Dargezin – jetzt Bauernstube

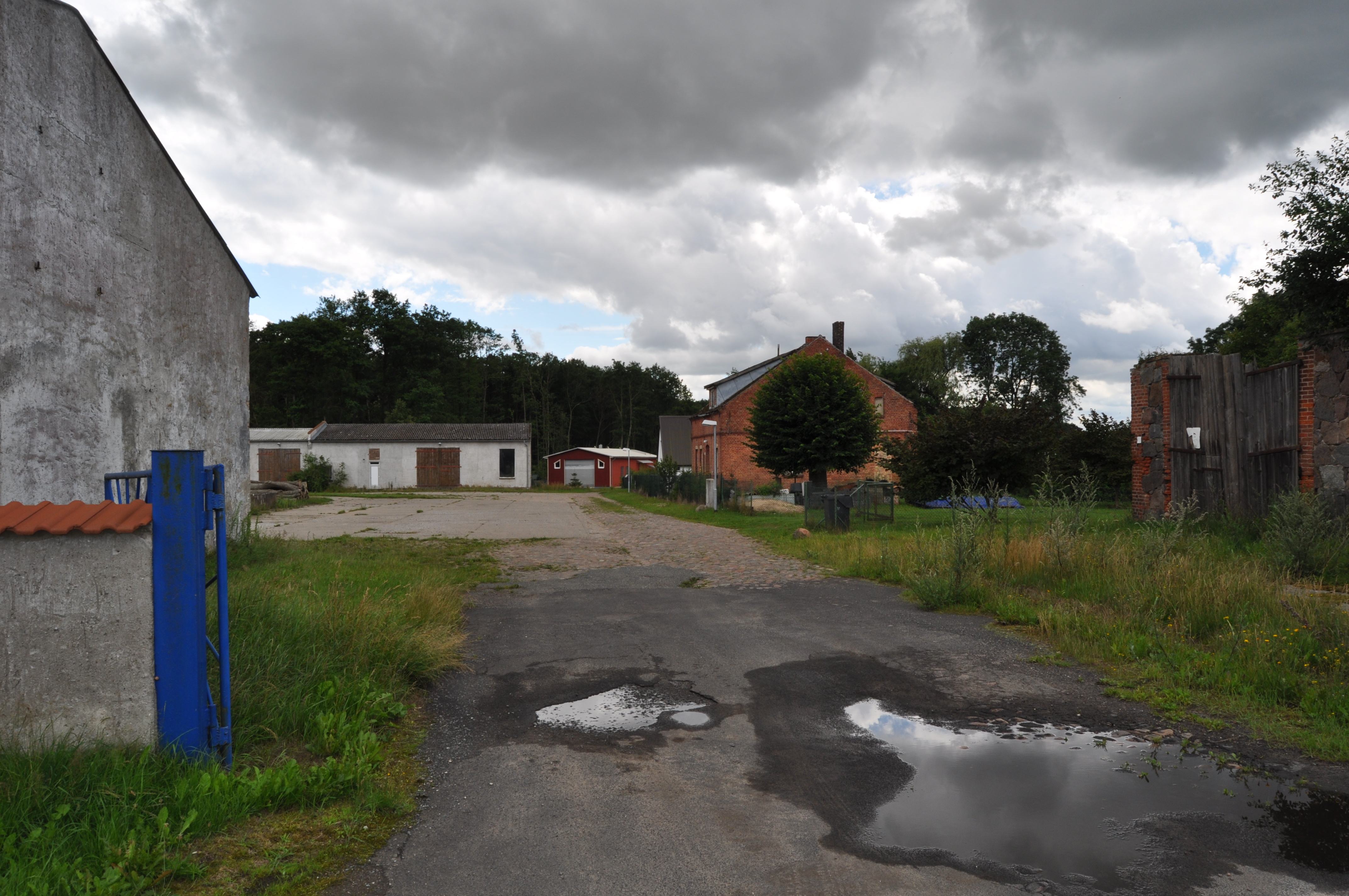
Gutshof Dargezin

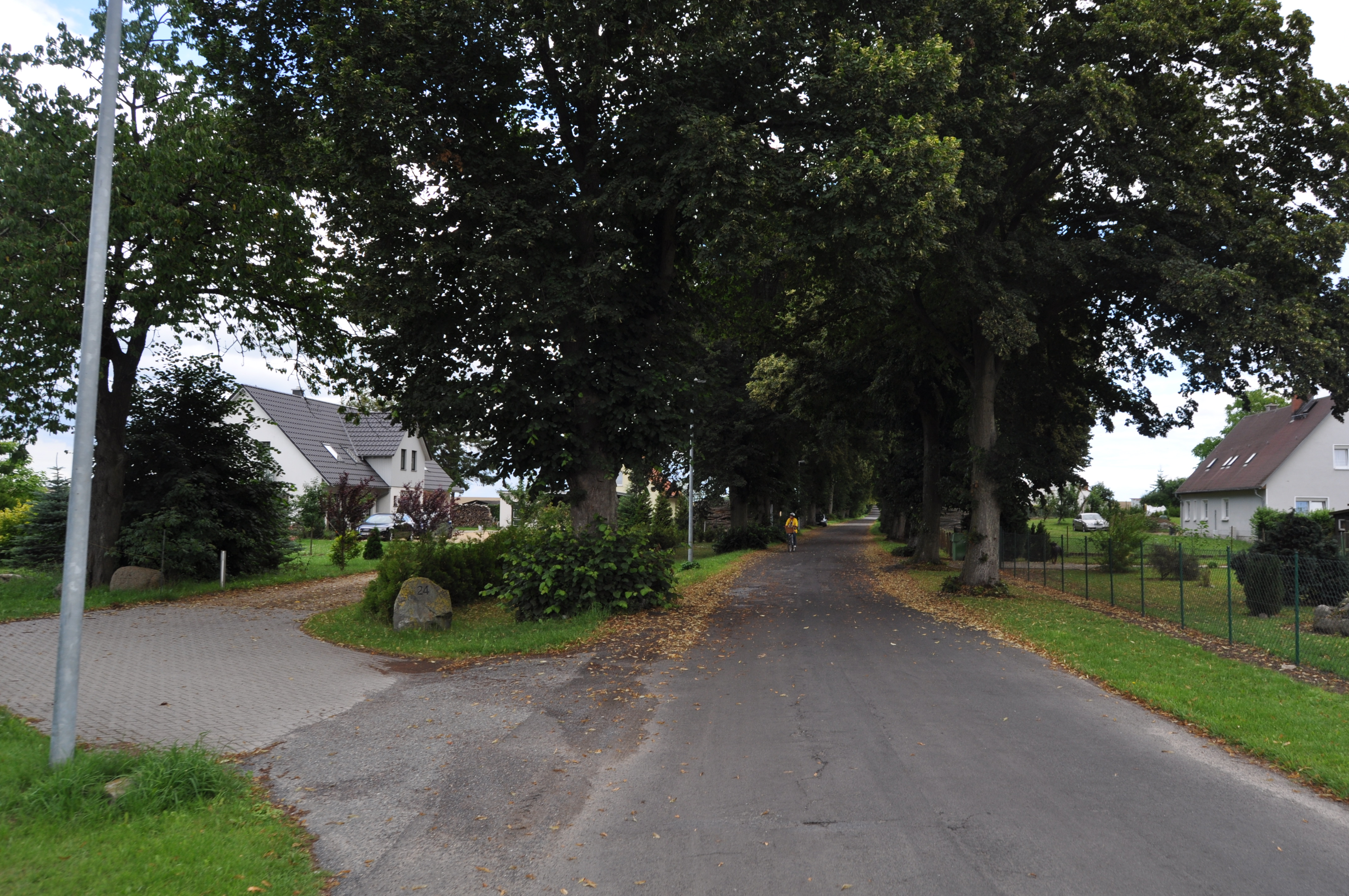
Allee von Dargezin nach Dargezin-Vorwerk

Dargezin ist ein Ortsteil der Gemeinde Gützkow im Landkreis Vorpommern-Greifswald in Mecklenburg-Vorpommern. Dargezin liegt westlich von Kölzin.

## Geschichte
Der Ortschaft war schon frühzeitig besiedelt. Darauf verweisen 3 Hügelgräber aus der Bronzezeit (1700 bis 600 vdZ) nördlich von Dargezin und eine spätslawische Siedlung (1000 bis 1200) südlich des Ortes.
Dargezin wurde 1232 erstmals urkundlich als Targossin in der Provinz Gützkow in einer Urkunde des Bischofs Konrad II. von Cammin erwähnt, mit der dieser dem Kloster Stolpe in mehreren Gemarkungen den Zehnten verlieh. Der Name des Dorfes deutet darauf hin, dass es eine alte slawische Ansiedlung ist. Er ist abgeleitet von dar = Geschenk, oder auch targ = Handel.
Seit 1275 gehörte die Gegend um Dargezin zum Besitz der Familie von Behr, dies wird im Lehnsbrief der Behrs urkundlich erwähnt, obwohl Dargezin namentlich darin erst 1491 als Dargatczin genannt wird. Bis 1700 wohnten die Behr’schen Besitzer in Dargezin, ab 1730 wurde das Behr'sche Gut von Bandelin aus bewirtschaftet, wechselte aber innerhalb der Familie durch Erbteilungen des Öfteren den Besitzer. So gehörte das Gut später zum Besitz von Carl Felix Woldemar Graf von Behr (1835–1906) (MdR) auf Behrenhoff. Die Güter Fritzow, Dargezin und Dargezin-Vorwerk wurden zusammen verpachtet und von Dargezin aus bewirtschaftet. In Dargezin blieben ein Verwalter und die Wirtschaftsgebäude.
Aus dem Jahre 1865 wird berichtet:

„Einwohner 145, Familien 24, Verwalter 1, Knechte und Jungen 4, Mägde 6, Tagelöhner: 17 männlich und 18 weiblich. An Gebäuden: 1 Schule, 9 Wohnhäuser, 1 Mühle, 1 Schmiede, 13 Wirtschaftsgebäude. Die Feldmark wurde mit 676 Hektar angegeben.“

Durch Erbaufteilung kam Fritzow ab etwa 1890 an Carl Hans Otto Claus von Behr aus dem Hause Behrenhoff (1869–1933) und wurde von ihm selbst bewirtschaftet, außerdem gehörten auch Dargezin (mit Vorwerk), Müssow und Kammin zu diesem Anwesen. Dies änderte sich bis zum Ende des Zweiten Weltkrieges nicht.
Seit 1897 besaß der Ort einen Bahnhof mit Gastwirtschaft an der Greifswald–Jarmener Kleinbahn (GJK). Dargezin war der Abzweigpunkt nach Züssow bzw. Gützkow-Wieck. Die Strecke wurde 1945 stillgelegt, die Gleisanlagen und alles rollende Material wurden als Reparationsleistungen an die Sowjetunion demontiert bzw. abtransportiert. Heute zeugt davon noch der restaurierte Bahnhof von Dargezin und der als einspurige Straße ausgebaute Gleiskörper von Dargezin über Kammin nach Behrenhoff.
1945 erfolgte durch die Enteignung des Gutes und die Bodenreform die Aufsiedlung in bäuerliche Wirtschaften, zu je zehn Hektar. Einfamilienhäuser für die Neubauern entstanden. 1952 schlossen sich einige Bauern zur LPG zusammen, die wiederum 1954 einen Zusammenschluss mit den Fritzower Bauern realisierten, 1960 folgten die restlichen noch privaten Bauern. Die LPG Typ III bekam den Namen „Florian Geyer“. In den 1970er Jahren kamen die Ackerflächen überwiegend zur LPG (P) Gützkow, die Stallungen, Wiesen und Ackerflächen zur Futtergewinnung aber blieben in der LPG (T) Dargezin und wurden erst später der LPG (T) Gützkow zugeschlagen. Im Jahr 1982 wurden in Dargezin 360 Mastbullen, 650 Mastschweine und 100 Sauen mit Ferkeln gehalten.
Der Gutshof hat nur noch Reste an Wirtschaftsgebäuden. Das Verwalterhaus ist Wohnhaus, ein ehemaliger Stallspeicher fungiert jetzt als Veranstaltungsraum der Gemeinde. Die an der Straße liegende Feldsteinscheune ist nur noch Ruine.
Zum Gut gehörte ursprünglich das Vorwerk zwei Kilometer nördlich. Es ist jetzt eine eigene Ortschaft in der Gemeinde Gützkow. Richtung Kölzin führt noch eine gut erhaltene Lindenallee fast ohne Lücken.

### Dargezin-Vorwerk
| Jahr | Dargezin |
| ---- | -------- |
| 2005 | 165      |
| 2006 | 170      |
| 2007 | 157      |
| 2008 | 149      |
| 2009 | 145      |
| 2010 | 140      |
| 2011 | 138      |
| 2012 | 144      |
| 2013 | 140      |
| 2014 | 152      |
| 2015 | 146      |

In die Statistik für 2014 ist die Zahl der Einwohner mit Nebenwohnungen (13) und 2015 (11) einbezogen, da sie rechtlich in der Amtsstatistik geführt werden.

## Sehenswürdigkeiten
- Kleinbahnhof Dargezin
- Vier Tagelöhnerhäuser Feldstein/Backstein (Nr. 4 modern überputzt – trotz Denkmalschutz)
- Alte Dorfschule Feldstein/Backstein, jetzt Dorfgemeinschaftshaus
- Steinriegel an den nordöstlichen Koppeln
- Mehrere Wegweisersteine (Abzweigung Kammin-Gützkow und an Gutsecke nach Fritzow)